# راديو صوت السلام
راديو صوت السلام (بالعبرية: רדיו כל השלום) كانت محطة إذاعية مشتركة إسرائيلية فلسطينية مقرها القدس الشرقية تبث من رام الله في الأراضي الفلسطينية. تأسست في عام 2004 بهدف معلن وهو لعب "دور إيجابي في حل النزاع" وتصف نفسها بأنها منظمة غير ربحية. كان جزء كبير من إيراداتها المستقلة يأتي من الإعلانات التجارية. كانت أول محطة إذاعية يعمل بها إسرائيليون وفلسطينيون تبث باللغتين العربية والعبرية. وكان المديران الإسرائيلي والفلسطيني للمحطة من الفائزين المشتركين بجائزة "المساهمة المتميزة في السلام" التي يمنحها المجلس الدولي للصحافة والإذاعة في عام 2010، وهي جزء من جوائز الإعلام الدولية. تم إغلاق المحطة من قبل الحكومة الإسرائيلية في نوفمبر 2011 بسبب "البث إلى إسرائيل بشكل غير قانوني".

## التاريخ
تأسست منظمة "الجميع من أجل السلام" في عام 2004 كمبادرة مشتركة بين المركز اليهودي العربي للسلام في جيفات هافيفا، وهي منظمة إسرائيلية، وبلادي، وهي شركة نشر فلسطينية. ويشارك في إدارتها كل من اليهودي الإسرائيلي موسي راز ‏ والفلسطينية ميسا برانسي سنيورة. كانت أول محطة إذاعية يعمل بها إسرائيليون وفلسطينيون تبث باللغتين العربية والعبرية. كانت الخطة الأصلية للمحطة هي استضافة عروض باللغتين العربية والعبرية لتعزيز الوعي الثقافي بين عرب واليهود بلغاتهم الخاصة. أُضيفت البرامج باللغة الإنجليزية بعد فترة وجيزة من بدء تشغيل المحطة، وذلك وفقًا لما قالته ميساء برانسي سنيورة، "اللغة الإنجليزية لغة يفهمها كلا الجانبين". في عام 2004، عندما بدأت المحطة، تم إنشاء المحتوى في البداية في القدس وبثه عبر الإنترنت بينما كانت المحطة تنتظر إطلاق سراح جهاز الإرسال الإذاعي الخاص بها من قبل مسؤولي الجمارك الإسرائيليين في تل أبيب. اعتبرت المحطة البث عبر نطاق إف إم أمرًا مهمًا لأن العديد من المستمعين المحتملين لم يكن لديهم إمكانية الوصول إلى الإنترنت. ورغم أن المحطة كانت قد حصلت على حقوق استخدام أحد الترددات الإذاعية المعتمدة لدى السلطة الفلسطينية، إلا أن الصعوبات البيروقراطية في وقت كانت فيه العلاقات بين إسرائيل والسلطة الفلسطينية سيئة ولم تكن هناك مفاوضات سلام أدت إلى تأخير تسليم الجهاز إلى رام الله لعدة أشهر. بعد بعض التأخيرات الأولية، بدأت المحطة البث من رام الله في الضفة الغربية، ولكن مكاتبها واستوديو التسجيل، حيث يتم تسجيل البرامج وتحميلها على الإنترنت، تقع في القدس الشرقية. تم إنشاء المحطة كبديل لمحطة إذاعة صوت السلام التابعة لأبي ناثان والتي توقفت عن البث في عام 1993. تم استخدام اختلاف بسيط في التهجئة بين الأسماء العبرية للمحطات للتمييز بينها.

## البرمجة
وتبث المحطة متعددة اللغات، التي يعمل بها إسرائيليون وفلسطينيون، إلى كل من إسرائيل والأراضي الفلسطينية باللغات العربية والإنجليزية والعبرية والروسية. الأهداف المعلنة للمحطة هي الكشف عن جوانب مختلفة من كل جانب في الصراع للجانب الآخر من خلال المقابلات والفنانين والموضوعات المختلفة، لكسر الصور النمطية، ومناقشة المصالح المشتركة، والإبلاغ عن المبادرات والأفكار المشتركة لإنهاء الصراع، وتوفير الأمل للمستمعين وإعدادهم عندما ينتهي الصراع. وتقول المحطة إنها تستهدف "جمهورًا واسعًا يضم كلا الشعبين، وتسعى إلى تقديم رسائل السلام والحرية والديمقراطية والتعاون والتفاهم المتبادل والتعايش والأمل". تبث المحطة برنامجًا أسبوعيًا لمنتدى دائرة الآباء والعائلات، وهي منظمة شعبية للعائلات الفلسطينية والإسرائيلية التي فقدت أفرادًا من عائلاتها المباشرين في الصراع.

## الرعاية والتمويل
حصلت المحطة الإذاعية على رعاية من مؤسسة آن فرانك فوندز، ووزارة الخارجية الفلمنكية البلجيكية، والاتحاد الأوروبي، ووزارة الخارجية الفيدرالية الألمانية، وجمعية أصدقاء جفعات هافيفا في سويسرا، والمعهد الألماني للعلاقات الثقافية الخارجية، ومؤسسة السلام في الشرق الأوسط، والسفارة الملكية النرويجية في إسرائيل، ومؤسسة ريتش، ومؤسسة سام شبيجل، ومؤسسة فيليب بوركهارت زيورخ – سويسرا، والوكالة الأمريكية للتنمية الدولية، ومعهد الولايات المتحدة للسلام، ومنظمات الأمم المتحدة. كانت نسبة كبيرة من دخلها، قبل صدور أمر بوقف البث، تأتي من الإعلانات.

## الاستقبال
وقد تم الاستشهاد بالمحطة باعتبارها واحدة من بين العديد من الأمثلة على المشاريع المشتركة التي أسسها العرب واليهود والتي "تسلط الضوء على الهويات المشتركة أو تخلقها". وقد تم وصفها بأنها "فريدة من نوعها بسبب استعدادها للتحدث إلى الإسرائيليين اليمينيين المتطرفين بقدر استعدادها للتحدث إلى الفلسطينيين المتشددين". فاز المخرجان المشاركان موسي راز ومايسا برانسي سنيورة بجائزة الإعلام الدولي السنوية السادسة التي يمنحها المجلس الدولي للصحافة والإذاعة في عام 2010. لقد فازوا بجائزة "المساهمة المتميزة في السلام".

## الإغلاق
أغلقت وزارة الاتصالات الإسرائيلية المحطة في 17 نوفمبر 2011 بسبب "البث إلى إسرائيل بشكل غير قانوني". وأوضحت الحكومة الإسرائيلية أن المحطة بدأت في بث "عدد متزايد من الإعلانات التجارية باللغة العبرية"، مما "أدى إلى أضرار اقتصادية لمحطات الإذاعة الإقليمية الإسرائيلية القانونية". وتقول المحطة إنها تبث من رام الله في الأراضي الفلسطينية ولديها ترخيص من السلطة الفلسطينية وبالتالي فهي لا تحتاج إلى إذن من إسرائيل. وبحسب المدير المشارك الإسرائيلي للمحطة، موسي راز ‏، فإن المحطة كانت على مدى السنوات السبع الماضية على اتصال منتظم بوزارة الاتصالات ولم يُطلب منها الحصول على ترخيص إسرائيلي، أو يُطلب منها التوقف عن البث، أو تحذيرها من وجود مشكلة في وجود المحطة أو برامجها. وقال راز إن دخل المحطة كان في ازدياد وربما تكون محطات الإذاعة المحلية قد اشتكت إلى وزير الاتصالات مما أدى إلى بعض الضغوط لإغلاق المحطة.
وبحسب مشغلي المحطة، تلقت المحطة في 4 نوفمبر/تشرين الثاني 2011 خطابًا من وزارة الاتصالات يفيد بأن المحطة تعمل بشكل غير قانوني ويجب أن تتوقف عن البث فورًا، وهي التهمة التي أنكرتها المحطة. ردت المحطة على الوزارة كتابيًا، وفي 17 نوفمبر/تشرين الثاني 2011 استجوبت الشرطة موسي راز تحت طائلة التحذير، وأُبلغ بأنه يجب عليه أن يأمر بوقف البث وإلا فإن الشرطة ستنفذ مداهمة للمكاتب، وسوف يتم حبسه احتياطيًا من قبل القاضي واعتقاله. وبحسب مشغلي المحطة، فقد أُجبر راز على التوقيع على بيان ينص على أنه "سيوقف البث المخصص لسكان إسرائيل" ويأمر المحطة بوقف البث الإذاعي العبري على تردد 107.2 إف إم حتى إشعار آخر قبل أن تطلق الشرطة سراحه. ووصف راز هذا القرار بأنه "قرار سياسي" و"خطوة معادية للديمقراطية".
في 20 نوفمبر/تشرين الثاني 2011، حضر ما يقرب من 500 صحفي إسرائيلي "مؤتمراً طارئاً" في تل أبيب لمناقشة ما اعتبروه "تهديدات غير مسبوقة وفورية لحرية التعبير لديهم" والاحتجاج على إغلاق قناة العاشرة، والإغلاق الحكومي المخطط له، وتشريع التشهير المدعوم من الحكومة. ووصف رئيس جمعية الصحفيين الإسرائيليين هذا الإغلاق بأنه جزء من "موجة من التشريعات وغيرها من التدابير ضد حرية الصحافة في إسرائيل والتي تثير قلقا شديدا لدى كل من يهتم بالديمقراطية الإسرائيلية".
داني دانون، عضو الكنيست عن حزب الليكود، والذي قدم شكوى بشأن المحطة إلى النائب العام قبل شهرين، أخذ على عاتقه مسؤولية إغلاقها. وقال إنه "لا ينبغي السماح لمحطة يسارية متطرفة تصبح أداة للتحريض بالبث للجمهور"، وذلك ردًا على برنامج شجع فيه مقدموه الفلسطينيين على التظاهر دعماً للمحاولة الفلسطينية للحصول على اعتراف الأمم المتحدة بالدولة. وقال دانون إنه مارس الضغط على وزارة الاتصالات ووصف تصرف الشرطة بأنه "تنفيذ للعدالة" وأن بث المحطة "غير مقبول". وقال متحدث باسم وزارة الاتصالات إن الأمر بوقف البث "لا علاقة له بالسياسة". وقد رُفض الالتماس الذي قدمته المحطة إلى المحكمة العليا للطعن في أمر الإغلاق. وبحسب المحطة، أدى أمر الإغلاق إلى خفض دخل الإعلان من 64 ألف شيكل في نوفمبر/تشرين الثاني 2011 إلى 6 آلاف شيكل في ديسمبر/كانون الأول 2011، مما أدى إلى تسريح عشرة موظفين مدفوعي الأجر.

## وصلات خارجية
- الموقع الرسمي
- مكتب الديمقراطية والحوكمة التابع للوكالة الأمريكية للتنمية الدولية – ورقة حقائق حول مبادرة "الجميع من أجل السلام"
- جوائز وسائل الإعلام الدولية 2010 – موسي راز ومايسا برانسي سنيورة، مؤسسة القرن القادم
- مقابلة صوتية مع موسي راز حول إغلاق المحطة